# 100.000 Dollar in der Sonne
100.000 Dollar in der Sonne (Originaltitel: Cent mille dollars au soleil) ist ein französisch-italienischer Abenteuerfilm von Henri Verneuil mit Jean-Paul Belmondo und Lino Ventura in den Hauptrollen. Der Film wurde bei den Internationalen Filmfestspielen von Cannes 1964 vorgestellt.

## Handlung
Der Spediteur Castigliano beauftragt Steiner, einen neuen Lkw mit geheimer Ladung durch die Sahara zu fahren. Steiner ist neu im Betrieb und wird von den anderen Mitarbeitern misstrauisch beäugt. Am Abend geht Steiner mit Rocco, Marec und einigen Kollegen aus. Am nächsten Morgen ist der Lkw verschwunden. Castigliano tobt und beauftragt Marec, den Lkw zurückzuholen, der von Rocco gestohlen worden ist. Dieser ist aber mit seiner Freundin Pepa unterwegs Richtung Grenze. Eine wilde Verfolgungsjagd durch Wüsten und unwegsame Gebiete beginnt.
Marec ist mit Steiner unterwegs. Bei der Durchquerung eines Staates stellt sich heraus, dass Steiner unter dem Namen Frocht gesucht wird; er war Anführer einer Söldnertruppe bei einem Staatsstreich. Rocco kann Marec mehrmals abhängen. Mitch muss dabei Marec immer wieder aushelfen. Nachdem der Lkw von Rocco aufgrund eines Defekts stehengeblieben ist, stellt er Marec und Steiner eine Falle. Rocco erzwingt mit Waffengewalt einen Tausch seines defekten Lkw gegen den fahrtüchtigen von Marec. Steiner will sich dagegen wehren und erleidet einen Beindurchschuss. Rocco lässt Marec und Steiner in der Wüste zurück. Die Ladung will Rocco für $100.000 an einen Hehler weiterverkaufen. 
Nur unter großen Anstrengungen gelingt es Marec und Steiner, in die nächste Stadt zu gelangen. Per Zufall trifft Marec Rocco in einem Bordell und es kommt zu einer wilden Schlägerei zwischen ihnen. Als sie zu kraftlos sind, um sich weiter zu schlagen, räumt Rocco ein, dass er zum vereinbarten Treffpunkt mit dem Hehler erschienen war. Der Hehler sei jedoch nicht anwesend gewesen. Bei seiner Rückkehr am Hotel sei der Lkw mit seiner Freundin Pepa verschwunden gewesen.

## Hintergrund
Das Drehbuch basiert auf dem Roman Nous n’irons pas en Nigéria von Claude Veillot.
Mehrere Szenen entstanden in der Stadt Ouarzazate. Die Schlussszene wurde im Bahia-Palast in Marrakesch gedreht.
Im Film kommen ausschließlich Lkw der Marke Berliet vor.

## Kritiken
Das Lexikon des internationalen Films befand: „Ein amüsanter Abenteuerfilm, der durch seine brillante Inszenierung und einen exzellenten Hauptdarsteller das Gros des Genres überragt.“
Prisma schrieb: „Der spannende und amüsante Abenteuerstreifen von Henri Verneuil ist eine gelungene Trivialform von Henri-Georges Clouzots Klassiker Lohn der Angst. Neben der exzellenten Inszenierung bietet er Frankreichs Top-Stars Jean-Paul Belmondo und Lino Ventura, die sich nach Der Panther wird gehetzt (1959) zum zweiten und letzten Mal vor der Kamera trafen und sich vor der atemberaubenden Kulisse Afrikas einen Wettkampf der ganz besonderen Art liefern. Aufregend: Andréa Parisy als Pepa.“
Lobende und tadelnde Worte findet der Evangelische Film-Beobachter: „Ein Abenteuerfilm, wie er im Buche steht, um eine atemberaubende Lkw-Verfolgungsjagd in Nordafrika, in der ein Dieb mit Schmuggelgut verfolgt wird. Wegen der unreflektierten Darstellung des Lebens notorischer Gesetzesbrecher können wir zu dieser technisch und schauspielerisch brillanten Arbeit nicht Ja sagen.“

## Auszeichnungen
Der Film war 1964 bei den Internationalen Filmfestspielen von Cannes für die Goldene Palme nominiert.